# Станіслав Ростовський
Станіслав Ростовський (13 листопада 1711 — 7 лютого 1784, Полоцьк) — єзуїтський історик.

## Біографія
Учився в Слуцьку (1729—1730) та Вільнюсі (1730—1732); викладав у Гродні (1732—1733) та Пінську (1734—1735). Написав історію єзуїтів у Литовській провінції — Lithuaniearum Societatbs Jesu historiarum provincialium pars prima (Вільнюс, 1768).